# لبان عطري
لبان عطري أو بوسويلية عطرية (الاسم العلمي:Boswellia odorata) هو نوع من النباتات يتبع جنس اللبان من الفصيلة البخورية.